# Cavezzo
Cavezzo est une commune de la province de Modène dans l'Émilie-Romagne en Italie.

## Administration
| Période                                  | Période  | Identité          | Étiquette       | Qualité |
| ---------------------------------------- | -------- | ----------------- | --------------- | ------- |
| 14 juin 2004                             | En cours | Stefano Draghetti | Centro-Sinistra |         |
| Les données manquantes sont à compléter. |          |                   |                 |         |

### Hameaux
Botteghino, Cantone Motta, Disvetro, Ponte Motta, Villa Motta

### Communes limitrophes
Carpi, Medolla, Mirandola, Novi di Modena, San Possidonio, San Prospero